# Ulvasen
Ulvasen är en sjö i Ljusdals kommun i Hälsingland och ingår i Delångersåns huvudavrinningsområde. Sjön har en area på 0,624 kvadratkilometer och ligger 353 meter över havet. Sjön avvattnas av vattendraget Ulvasån.

## Delavrinningsområde
Ulvasen ingår i det delavrinningsområde (689480-150462) som SMHI kallar för Utloppet av Ulvasen. Medelhöjden är 389 meter över havet och ytan är 3,5 kvadratkilometer. Det finns ett avrinningsområde uppströms, och räknas det in blir den ackumulerade arean 5,1 kvadratkilometer. Ulvasån som avvattnar avrinningsområdet har biflödesordning 2, vilket innebär att vattnet flödar genom totalt 2 vattendrag innan det når havet efter 120 kilometer. Avrinningsområdet består mestadels av skog (81 procent). Avrinningsområdet har 0,63 kvadratkilometer vattenytor vilket ger det en sjöprocent på 17,9 procent.